# Ribeira das Grotas
A Ribeira das Grotas é um curso de água português, localizado na freguesia açoriana do São Mateus, concelho da Madalena, ilha do Pico, arquipélago dos Açores.
Este curso de água encontra-se geograficamente localizado na parte Oeste da ilha e estabelece um dos limites do Parque Natural da Ilha do Pico.
Tem a sua origem a cerca de 350 metros de altitude, no interior de uma zona com forte declive. O seu percurso atravessa zonas de forte povoamento florestal onde existe uma abundante floresta endémica típica da Laurissilva característica da Macaronésia. Desagua no Oceano Atlântico à Pontinha na freguesia de São Mateus, entre os povoados das Grotas de Cima e das Grotas.